# Hippodrome de la Rive
L'hippodrome de la Rive est un hippodrome situé à Redon en Ille-et-Vilaine. Il accueille des courses de plat et trot deux fois par an, le 15 août et le premier dimanche de septembre.  
Sa piste est longue de 1 300 m, corde à droite.
En 2023, l'hippodrome célébrait la 160ème édition de ces courses.

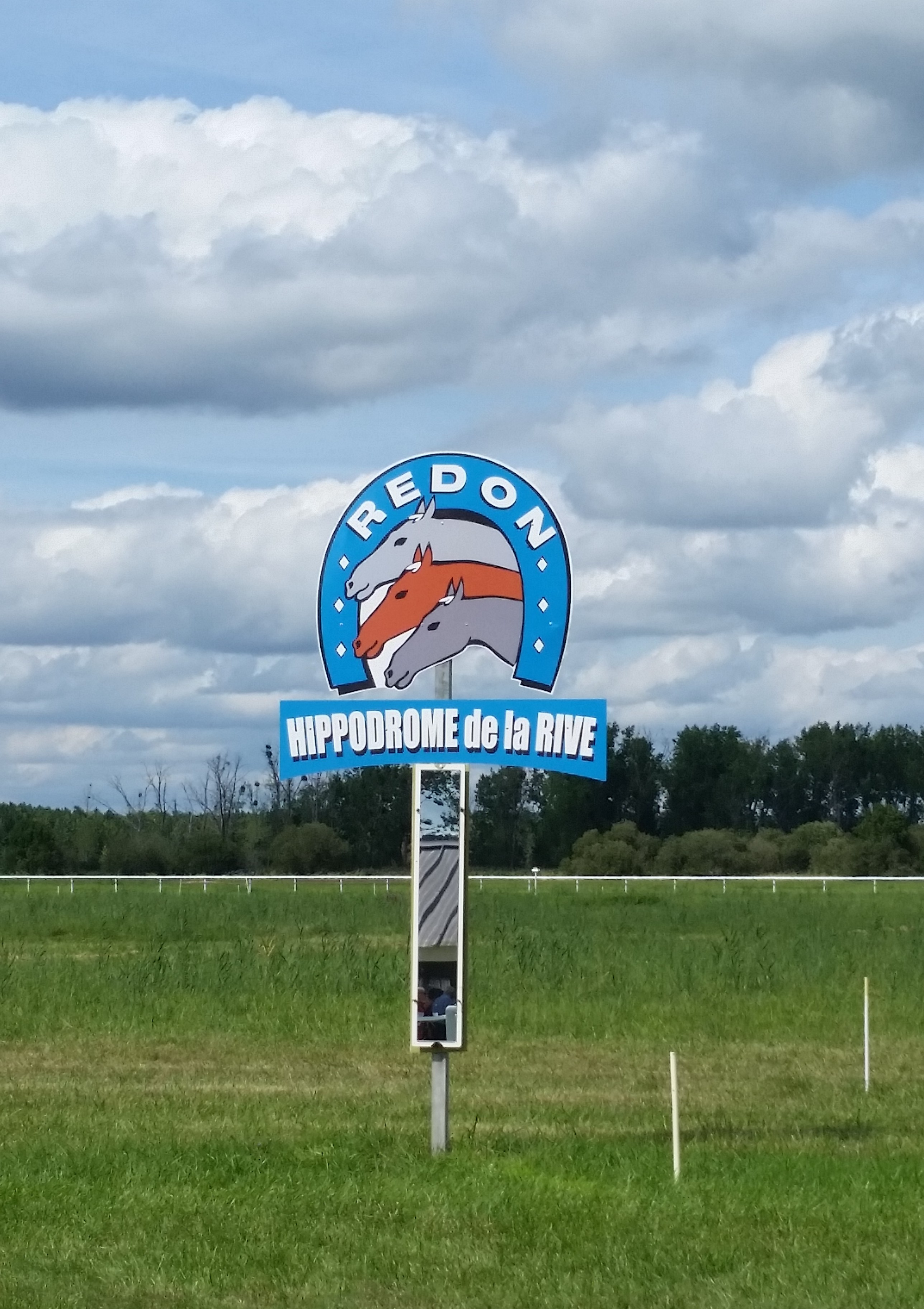
Poteau d'arrivée
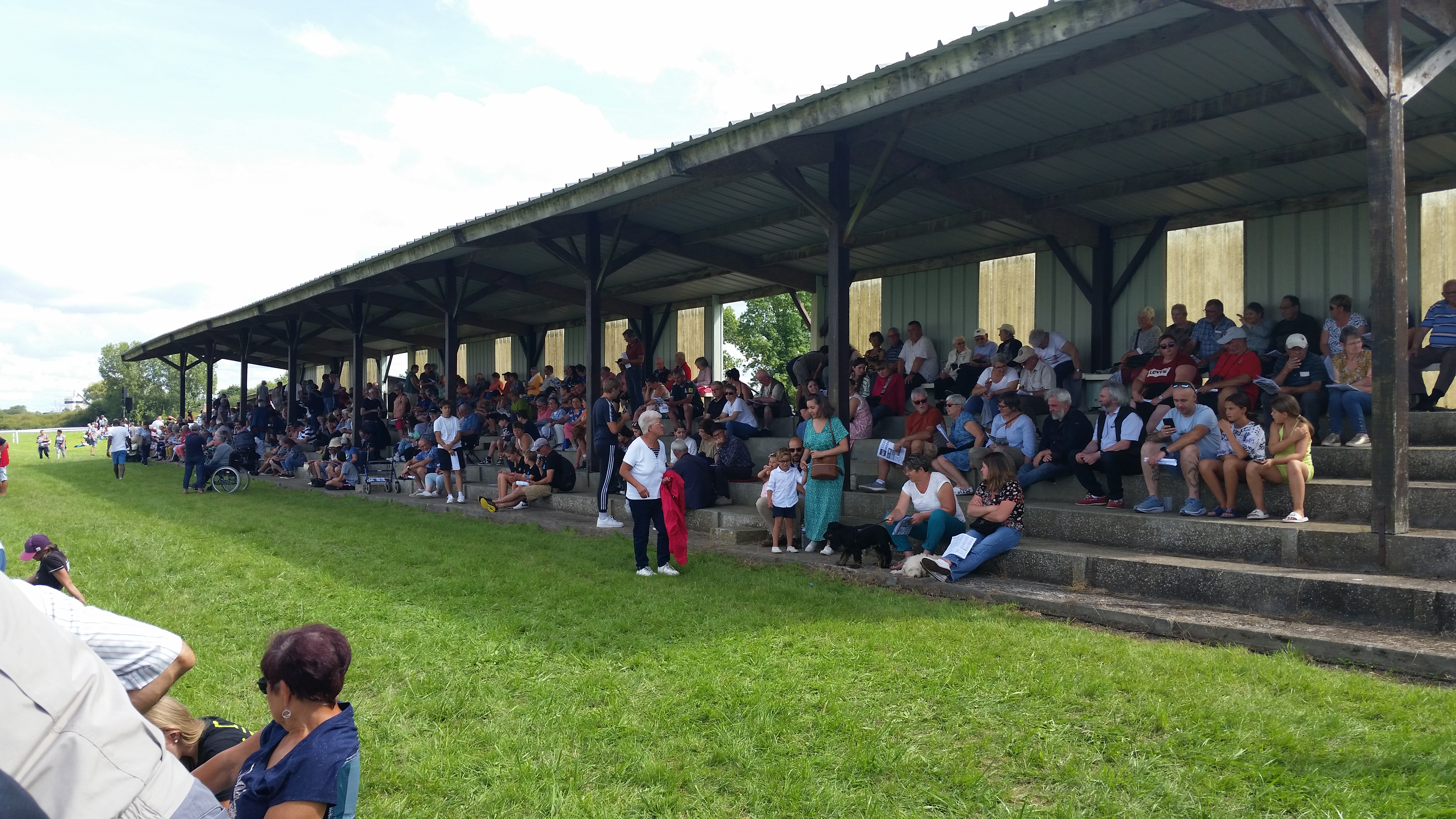
Tribune